# Опис
Опис у књижевности јесте представљање физичког свијета, нарочито човјека и природе, приказивање свих појава и стања која се нуде чулном опажању, указивањем на њихове карактеристичне црте, појединости и особине. Опис обично проистиче из дужих непосредних „додира” пишчевих чула са предметом, односно појавом, а најчешће је резултат накнадног репродуковања ових „додира” као чињеница свијести. У том репродуковању по правилу се дочарава више спољашњост него унутрашњост, више физички изглед него духовна конституција, више појавност него суштина оног што се описује. Но то дочаравање се обично у књижевности не зауставља на оној површини ствари и појава која се нуди чулном опажању и језичком уобличењу, него добија и неке посебне умјетничке функције. 
Најопштије говорећи, књижевни језик и слике у којима се неки опис конституише, као и асоцијације које он у таквој конституцији буди, најчешће су снажно намагнетисане и неким дубљим унутрашњим смислом који назначује и одређени доживљај свијета. Та стилска магнетизација описа умјетничким смислом подједнако је присутна у сваком великом књижевном опису: у Теокритовим и Вергилијевим пасторалним пејзажима, у описима епских ратника и њихових сукоба („бојна копља као чарна гора”), у Шекспировим описима који само замијењују кулисе (опис зоре у Ромеу и Ђулијети), у романтичарским описима природе (Вордсворт, Ламартин и др.), у романсијерским описима који често наговјештавају да аналогне силе владају човјеком и природом (Е. Бронте, Пруст, Фокнер и др.), градом и грађанином (Флобер, Х. Џејмс, Кафка и др.). Но релативна важност и функција описа ипак се може у грубим цртама разликовати у појединим књижевним облицима и епохама. 
У дискурзивним формама (есеј, расправа и сл.) по правилу нема описа; у драмским облицима описи су секундарног и спорадичног значаја, најчешће помоћно средство које се користи само онда кад техника непосредне драмске презентације закаже. Међутим, у лирској и рефлексивној поезији, као и у епским формама описи су одувијек имали значајно мјесто. Тако је опис природе, често проткан сјећањем и размишљањем, вјероватно најуниверзалнија тема и облик лирског и рефлексивног пјесничког изражавања – у нашој књижевности нарочито успјешан код В. Илића, А. Шантића, Ј. Дучића, В. Видрића, M. Дединца и др. 
У епици се често налазе и велики умјетнички домети управо у описима, нарочито ратника, њихове одјеће и појаве (Хомерова Илијада и Одисеја); у приповјеци и роману опис природе, средине и амбијента, људи и догађаја, утемељују пишчев доживљај реалности у одређеном простору физичког света. Поред тога они снажно проширују поља асоцијативног дејства умјетничког дјела (опис олује у Кочићевој приповјеци „Кроз мећаву”), а често постају и један од основних елемената његове духовне структуре (Андрићеви опис природе у „Мосту на Жепи”, историјских кретања у роману На Дрини ћуприја, Крлежини опис „панонског блата” у Повратку Филипа Латиновића). 
У цјелини гледано, дакле, опис је по правилу упућен на физички простор, али та упућеност не подразумјева нужно ни статичност ни механичност, него живу активност чула, непосредну и посредну. Ма колико физички простор био у опис статички фиксиран, да би се сагледало што више његових појединачних дијелова, само описивање ових делова је динамичан процес који проистиче из одређеног контекста, надовезује се на њега, одвија се у различитим фазама, расте кумулативним назначењима и грана се да би се на крају завршио, и обично у том завршетку отворио према неком догађају, акцији, медитацији или новом опису. Сваки физички простор се може посматрати и описивати са мање или веће дистанце, из ове или оне перспективе, а то веома често одређује и његово умјетничко дејство и његов духовни смисао. 
Плодно умјетничко мијењање дистанце и перспективе налазимо у Стерновим и Флоберовим романима, а нарочито код модернијих романсијера који користе технику унутрашњег монолога (Пруст, Џојс и др.). У нашој књижевности изванредан примјер ове врсте налазимо у Андрићевом опису набијања на колац у роману На Дрини ћуприја: једино је приповједач у непосредној близини жртве и он, схватајући свој положај као неминовност, подробно описује шта се збива, али се у том описивању веома често служи и становиштем просторно веома удаљеног народа који гледа тај призор. Таквим мијењањем дистанце и перспективе натуралистичка упечатљивост те сцене добија симболичко просвјетљење и оправдање; на крају жртва постаје мученик, ослобађа се „земних веза” и остаје као вјечан „високо уздигнут, тврд и непролазан кип” пред којим се људи криомице крсте. 
Најшире говорећи, у књижевном опису физичка појавност ствари разбија се у низ појединости које се нуде чулном опажању; репродуковањем, селекцијом и слободним комбиновањем тих појединости у књижевном језику писац им даје умјетнички набој и смисао, те оне постају посредници метафоризације његових опажаја, средстава помоћу којих он пројицира свој доживљај живота у јединствени духовни свијет умјетничког дјела, односно начин на који тај доживљај добија своје природно физичке обрисе и утемељења.